# Parti animaliste avec l'environnement
Le Parti animaliste avec l'environnement (PACMA, en espagnol « Partido Animalista Con el Medio Ambiente ») est un parti politique espagnol fondé en février 2003 à Bilbao qui lutte pour les droits des animaux, l'environnement et la justice sociale.

## Histoire
Il est né à l'origine sous le nom de «Parti anti-taurin contre la maltraitance des animaux» de l'union de divers groupes anti-taurins et de défense des animaux de Biscaye. 
Le 25 juin 2011, lors de l'Assemblée générale, le nom a été changé ; changer la désignation de «Parti anti-taurin» en «Animaliste», en conservant le reste du nom et, par conséquent, l'acronyme PACMA.
En 2013, le parti a changé son logo, éliminant le taureau combattu par un taureau sur fond blanc qui regarde vers l’avenir.
La même année, Silvia Barquero assume la présidence. Au cours de son mandat, le parti connaît une croissance constante des voix à toutes les élections, atteignant son maximum lors des élections générales espagnoles d'avril 2019, dépassant les 328 000 voix. 

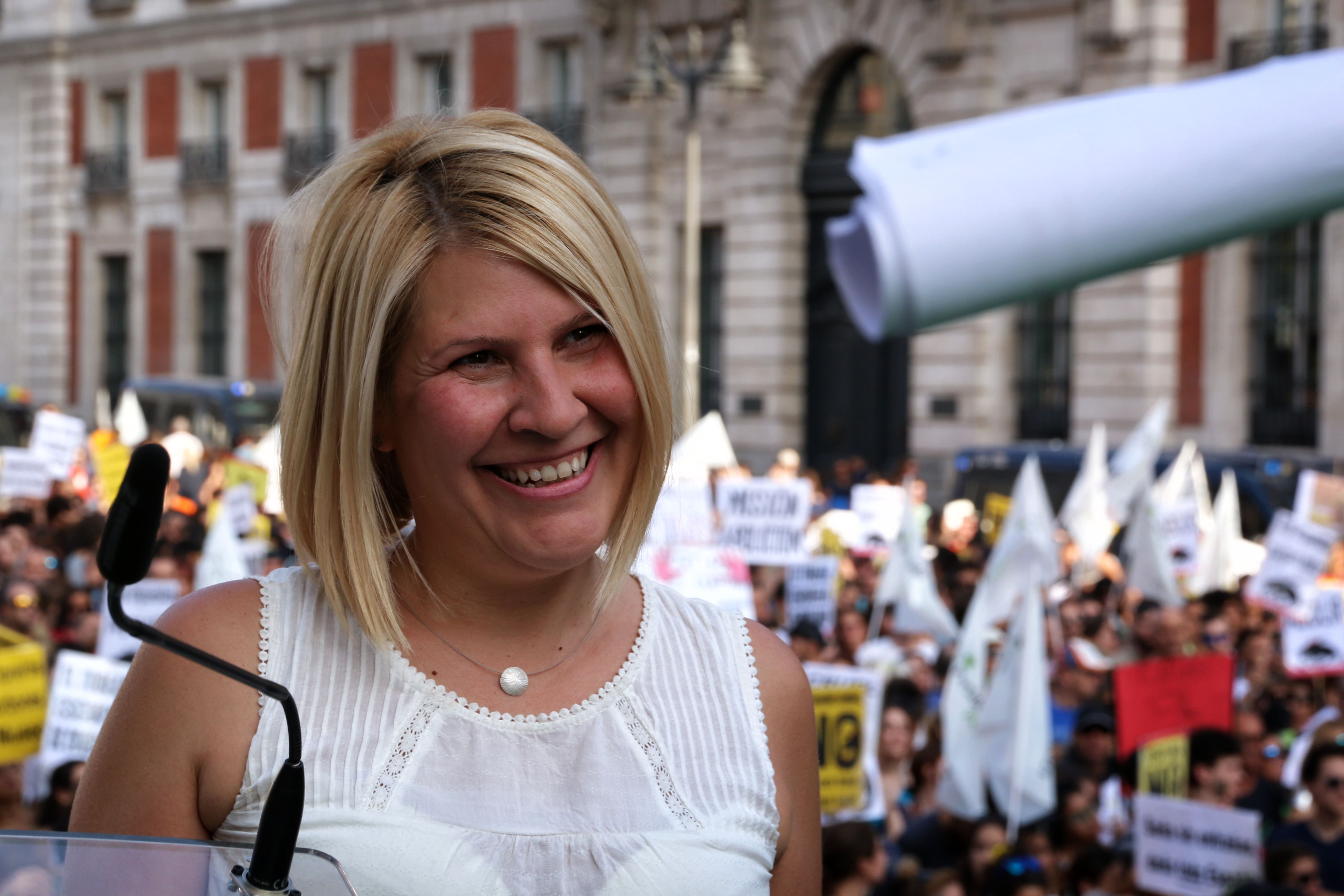
Silvia Barquero à la manifestation PACMA contre la corrida (10-9-2016)

N’ayant pas obtenu de siège au Parlement européen après les élections de 2019, Silvia annonce qu’elle ne restera pas présidente lors de la prochaine Assemblée générale.
En septembre 2019, Laura Duarte, porte-parole du parti ces dernières années, a été élue nouvelle présidente de PACMA.
Le 16 octobre 2021, une Assemblée générale se tient à Barcelone au cours de laquelle un nouveau Conseil d'administration est élu, dont Javier Luna est élu président. Le parti se fixe comme objectif principal d'obtenir une représentation politique, pariant ainsi sur la décentralisation territoriale, un changement dans la stratégie de communication et un engagement à être le parti vert de référence en Espagne.
Le 15 novembre 2022, lors d'une conférence de presse à Madrid, il a présenté un changement d'identité corporative : avec un changement de nom, passant de «Parti animaliste contre la maltraitance animale» à « Parti animaliste avec l'environnement », en conservant l'acronyme PACMA. Il y a aussi un changement dans le logo qui, tout en conservant le taureau et l'oiseau tournés vers l'avenir, change son design.

## Programme

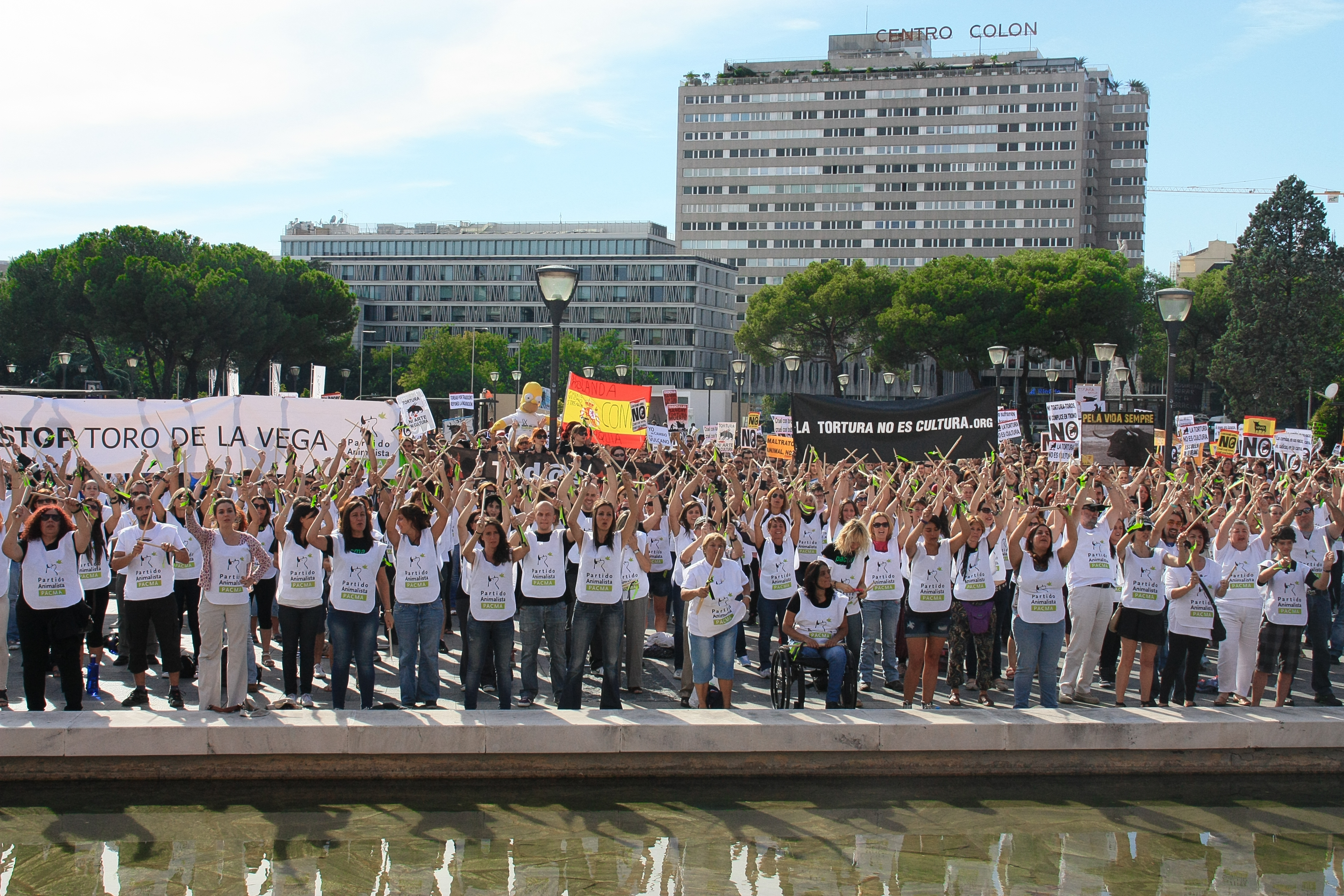
Manifestation contre le tournoi "Toro de la Vega" le 14 septembre 2013

Le programme politique du parti animaliste repose sur la défense des droits des animaux et sur l'antispécisme. Pour cela, il propose des mesures en faveur de la promotion de l'adoption d'animaux, le durcissement des peines du Code pénal pour les mauvais traitements envers les animaux, la légalisation de l'accès aux transports publics pour les animaux et la fin des spectacles mettant en scène des animaux (cirques, corrida, parcs zoologiques, aquatiques,, et certaines fêtes populaires). Les autres mesures défendues sont la prohibition de la chasse et de la pêche sportive, la fermeture des élevage d'animaux à fourrure et des fermes de foie gras et les expériences sur les animaux. De la même manière, le parti prend également position pour la liberté des élections[pas clair] et l'accès à l'alimentation végane au moyen d'une option de menu sans aliments d'origine animale dans les cantines[réf. nécessaire].

## Résultats électoraux

### Élections générales
| Année   | Congrès des députés   | Congrès des députés | Congrès des députés | Congrès des députés | Congrès des députés | Sénat   |                     |
| Année   | Tête de liste         | Voix                | %                   | Rang                | Mandats             | Sénat   | Gouvernement        |
| ------- | --------------------- | ------------------- | ------------------- | ------------------- | ------------------- | ------- | ------------------- |
| 2008    | Ángel Esteban         | 44 795              | 0,17                | 15e                 | 0 / 350             | 0 / 208 | Extra-parlementaire |
| 2011    | Antonio Ignacio Valle | 102 144             | 0,42                | 13e                 | 0 / 350             | 0 / 208 | Extra-parlementaire |
| 2015    | Silvia Barquero       | 220 369             | 0,87                | 9e                  | 0 / 350             | 0 / 208 | Extra-parlementaire |
| 2016    | Silvia Barquero       | 286 702             | 1,19                | 8e                  | 0 / 350             | 0 / 208 | Extra-parlementaire |
| 04/2019 | Laura Duarte          | 326 045             | 1,25                | 9e                  | 0 / 350             | 0 / 208 | Extra-parlementaire |
| 11/2019 | Laura Duarte          | 226 469             | 0,94                | 14e                 | 0 / 350             | 0 / 208 | Extra-parlementaire |

### Élections européennes
| Année | Voix    | %    | Place | Mandats |
| ----- | ------- | ---- | ----- | ------- |
| 2009  | 41 913  | 0,26 | 9e    | 0 / 54  |
| 2014  | 177 499 | 1,13 | 12e   | 0 / 54  |
| 2019  | 294 657 | 1,31 | 10e   | 0 / 54  |

## Critiques et controverses
Des voix critiques contre les dirigeants ont indiqué que le parti servait à défendre les intérêts personnels de sa présidente, Silvia Barquero, et de son mari, Luis Víctor Moreno, qui occupe le poste de vice-président. Ils ont été accusés de faire taire les voix les plus critiques au sein du parti, à leur égard, ce qui a conduit à l'expulsion de plusieurs coordinateurs territoriaux et à la démission de nombreux autres. Le parti est aussi accusé de clientélisme et d'autoritarisme,.